# 顧文魁
顧文魁（1907年10月31日—1990年11月4日），江蘇省如皋縣人，是一位中華民國政府的土木工程技術官。他是臺灣桃園石門水庫建造工程的總工程師，也是財團法人中興顧問工程社的創辦人。

## 生平

### 電廠建設
中國抗日戰爭期間，顧文魁先後出任行政院資源委員會（簡稱「資源委員會」）主導之岷江電廠、漢中電廠、天水電廠興建工程課長及廠長職務。
抗日戰爭結束後，資源委員會決定指派顧文魁擔任川東電力公司總經理，但他因先已同意前往臺灣參與天冷（天輪）發電廠興建工程而沒至該職務就任。
1948年2月，顧文魁抵達臺灣並向台灣電力公司報到述職。此後，在顧文魁等人領導下， 天輪發電廠終於在1953年加入臺灣的電力供應系統之中。

### 培訓人才
此間，顧文魁也因參與霧社壩興建計畫，而開始推動台灣電力公司職員前往世界各國見習與考察；此外，顧文魁更在霧社壩興建過程中開創政府重大工程自營施工先例。
1956年，行政院石門水庫建設委員會正式成立；副總統陳誠兼任主任委員，臺灣大學教授徐世大受聘為總工程師、顧文魁兼任副總工程師；此間，顧文魁依照美援條件，決定聘請美國的工程顧問公司指導辦理工程，並在與美方人員互動中培育出大量技術人才。

### 財團法人中興工程顧問社
後來，在曾文水庫興建工程中，顧文魁鼓勵過去參與石門水庫興建工事的人員加入「財團法人中國技術服務社」（簡稱「中技社」），並在1969年受經濟部指派與馮鍾豫共同籌辦工程顧問，在土木水利電力工程有關主管單位及事業機構發起捐助下成立「財團法人中興工程顧問社」；在第一次董事會中，顧文魁獲選為首任董事長。
1970年4月4日，財團法人中興工程顧問社（簡稱「中興工程顧問社」）經報請臺灣臺北地方法院核准正式成立；顧文魁洽請中國技術服務社將該社承辦曾文水庫細部設計工作人員移轉至中興工程顧問社，並請求曾文水庫建設委員會同意該細部設計工作改由中技社與中興工程顧問社聯合承辦。顧文魁在主持中興工程顧問社16年後退休，之後移居美國，於1990年11月4日因肝病去世，享年八十三歲。